# 和田はつ子
和田 はつ子（わだ はつこ、1952年8月14日 -）は日本の小説家。AB型。

## 経歴
東京都出身。本名・発田（ほった）和子。日本女子大学附属中学校・高等学校、日本女子大学大学院修士課程修了。出版社勤務時、同僚と結婚して二児の母となる。30代前半の時、長女の小学校受験で受けたショックに耐え切れず書いた『よい子できる子に明日はない』が橋田壽賀子作テレビドラマ『お入学』の原作となり、作家として注目される。日本文藝家協会、近代文学会会員、日本ハーブ・ソサエティ会員。

## 著作

### 現代小説

#### 心理分析官・加山知子シリーズ
- ママに捧げる殺人（1994年4月 河出書房新社 / 1999年2月 光文社文庫 / 2004年5月 角川ホラー文庫）
- 心理分析官―連続殺人犯の異常心理に肉迫!（1995年10月 講談社ノベルス / 1998年12月 角川ホラー文庫）
- 十戒―聖なるストーカー（1996年7月 徳間ノベルス）
  - 【改題】十戒―戦慄のサイコ・キラー（1999年2月 徳間文庫）
- 鬼子母神（1996年10月 講談社ノベルス）
  - 【改題】享年0.1歳（1999年6月 講談社文庫）
- マインド・コントロール―心理分析官加山知子の事件簿（2003年9月 角川ホラー文庫）
- 首交換殺人―心理分析官加山知子の事件簿（2004年7月 ハルキ・ホラー文庫）

#### 文化人類学者・日下部シリーズ
- 多重人格殺人（1996年12月 角川ホラー文庫）
- かくし念仏（1998年8月 幻冬舎）
- 魔神（まがみ）（1999年5月 角川春樹事務所 / 【加筆・修正】2003年7月 ハルキ・ホラー文庫）
- 虫送り（2000年6月 角川ホラー文庫）
- 蚕蛾（2000年7月 講談社ノベルス）- 田代ゆり子も登場する
  - 【改題・加筆】鬼婆（おにばばあ）（2003年4月 ハルキ・ホラー文庫）
- 木乃伊仏（2000年8月 ハルキ・ホラー文庫）
- 薬師（2000年9月 角川書店）
- 狼神（2000年11月 ハルキ・ホラー文庫）
- 鳥追い（2000年12 角川ホラー文庫）
- 椿姫―ニンフォマニア（2002年12月 角川書店）
- パラノイア（2004年1月 角川ホラー文庫）
- 悪魔のワイン（2006年1月 角川ホラー文庫）- 新聞連載時「果実祭」だったのを改題・加筆修正
- 聖女の肉（2007年1月 角川ホラー文庫）

#### 法医学鑑定人・田代ゆり子シリーズ
- 異常快楽殺人者―若き法医鑑定人の事件簿（1995年8月 光文社カッパ・ノベルス / 1999年8月 光文社文庫）
- 恐怖の骨（1997年7月 光文社カッパ・ノベルス / 2000年10月 光文社文庫）
- 死霊婚（1999年11月 光文社カッパ・ノベルス）
  - 【改題】境界性人格犯罪（2001年6月 角川ホラー文庫）

#### ノンシリーズ
- 『よい子できる子に明日はない―現代優等生気質』（1986年 三一新書）
- 発田和子『女流作家の真髄』不二出版 1987
- 和田発子『親たちの受験期―『お入学』中学篇』（1988年 二見書房）
- 『出産お入門』（1988年6月 主婦の友社）
- 『血族神話』（1988年10月 二見書房）
- 『娘の受験期』（1990年 三一書房）
- 密通（1998年4月 角川ホラー文庫）
- 死神（1999年7月 ハルキ文庫）
- マタニティ＆ブルー（2002年1月 角川ホラー文庫）
- ラブ・ミー・プリーズ―侵蝕（2002年7月 角川ホラー文庫）
- ベイビー・セメタリー（2005年1月 角川ホラー文庫）

### 時代小説

#### 藩医宮坂涼庵シリーズ
- 藩医宮坂涼庵（2005年2月 新日本出版社 / 2008年1月 小学館文庫）
- <続>藩医宮坂涼庵（2008年2月 小学館文庫）

#### 口中医桂助事件帖シリーズ
- 南天うさぎ（2005年11月 小学館文庫）
- 手鞠花おゆう（2006年3月 小学館文庫）
- 花びら葵（2006年7月 小学館文庫）
- 葉桜慕情（2006年11月 小学館文庫）
- すみれ便り（2007年6月 小学館文庫）
- 想いやなぎ（2007年12月 小学館文庫）
- 菜の花しぐれ（2009年4月 小学館文庫）
- 末期葵（2009年5月 小学館文庫）
- 幽霊蕨（2009年12月 小学館文庫）
- 淀君の黒ゆり（2010年4月 小学館文庫）
- かたみ薔薇（2011年5月 小学館文庫）
- 江戸菊美人（2011年11月 小学館文庫）
- 春告げ花（2014年1月 小学館文庫）
- 恋文の樹（2016年2月 小学館文庫）
- 毒花伝（2018年5月 小学館文庫）
- さくら坂の未来へ（2019年4月 小学館文庫）
- 志保のバラ （2021年1月 小学館文庫）

#### やさぐれ三匹事件帖シリーズ
- やさぐれ三匹事件帖（2007年4月 ベスト時代文庫）
- 恋刀（2007年6月 ベスト時代文庫）
- 雪中花（2007年11月 ベスト時代文庫）

#### 料理人季蔵捕物控シリーズ
- 雛の鮨（2007年6月 ハルキ文庫）
- 悲桜餅（2007年12月 ハルキ文庫）
- あおば鰹（2008年6月 ハルキ文庫）
- お宝食積（2008年12月 ハルキ文庫）
- 旅うなぎ（2009年6月 ハルキ文庫）
- 時そば（2009年12月 ハルキ文庫）
- おとぎ菓子（2010年6月 ハルキ文庫）
- へっつい飯（2010年8月 ハルキ文庫）
- 菊花酒（2010年10月 ハルキ文庫）
- 思い出鍋（2010年12月 ハルキ文庫）
- ひとり膳（2011年3月 ハルキ文庫）
- 涼み菓子（2011年6月 ハルキ文庫）
- 祝い飯（2011年9月 ハルキ文庫）
- 大江戸料理競べ（2011年12月 ハルキ文庫）
- 春恋魚（2012年3月 ハルキ文庫）
- 夏まぐろ（2012年6月 ハルキ文庫）
- 秋はまぐり（2012年9月 ハルキ文庫）
- 冬うどん（2012年12月 ハルキ文庫）
- 料理侍（2013年3月 ハルキ文庫）
- おやこ豆（2013年6月 ハルキ文庫）
- 蓮美人（2013年9月 ハルキ文庫）
- ゆず女房（2013年12月 ハルキ文庫）
- 花見弁当（2014年3月 ハルキ文庫）
- 瑠璃の水菓子（2014年6月 ハルキ文庫）
- かぼちゃ小町（2014年9月 ハルキ文庫）
- 恋しるこ（2014年12月 ハルキ文庫）
- あんず花菓子（2015年3月 ハルキ文庫）
- 夏おにぎり（2015年7月 ハルキ文庫）
- えんがわ尽くし（2015年11月 ハルキ文庫）
- 桜おこわ（2016年4月 ハルキ文庫）
- 江戸あわび（2016年9月 ハルキ文庫）
- 阿蘭陀おせち（2016年12月 ハルキ文庫）
- うに勝負（2017年6月 ハルキ文庫)
- 南蛮菓子（2017年12月 ハルキ文庫）
- 牡丹ずし（2018年4月 ハルキ文庫）
- 鴨ぱりぱり（2018年12月 ハルキ文庫）
- 天狗そば（2019年6月 ハルキ文庫）
- 珍味脅し（2020年1月 ハルキ文庫）
- 伊勢海老恋し（2020年6月 ハルキ文庫）
- 天下一の粥（2020年12月 ハルキ文庫）
- 焼き天ぷら（2021年6月 ハルキ文庫）
- 団十郎菓子（2021年12月 ハルキ文庫）

#### 余々姫夢見帖シリーズ
- 笑う幽霊（2007年10月 広済堂文庫）
- 姉さま人形（2008年3月 広済堂文庫）
- 竹馬名月（2008年4月 広済堂文庫）
- 夕顔殺し（2008年10月 広済堂文庫）
- 判じ絵殺し（2009年9月 広済堂文庫）
- 鬼法眼（2009年12月 広済堂文庫）
- 母子幽霊（2010年2月 広済堂文庫）

#### 鶴亀屋繁盛記シリーズ
- 夜半の雛（2008年10月 双葉文庫）
- 恋あやめ（2008年11月 双葉文庫）
- 春待ち柊（2008年12月 双葉文庫）
- 花嫁御寮（2009年7月 双葉文庫）
- 隠居始末（2009年9月 双葉文庫）
- 道楽息子（2009年11月 双葉文庫）
- 慈悲和尚（2010年2月 双葉文庫）
- 胡蝶隠し（2010年9月 双葉文庫）

#### お医者同心中原龍之介シリーズ
- 猫始末（2010年3月 講談社文庫）
- なみだ菖蒲（2010年5月 講談社文庫）
- 走り火（2010年7月 講談社文庫）
- 冬亀（2010年11月 講談社文庫）
- 花御堂（2011年4月 講談社文庫）
- お十夜恋（2011年10月 講談社文庫）
- 金魚心（2012年10月 講談社文庫）
- 師走うさぎ（2013年10月 講談社文庫）

#### 鬼の大江戸ふしぎ帖シリーズ
- 鬼が見える（2015年8月 宝島社文庫）
- 鬼が飛ぶ（2016年1月 宝島社文庫）

#### ノンシリーズ
- 噺まみれ三楽亭仙朝（2008年 小学館）
- 三匹の侍捕物控（2012年 ベスト時代文庫）

### 児童書
- マリアの夏・ソウル（1988年9月 偕成社 新・子どもの文学）- 絵・安藤由紀
- ママが作家になりました（1989年2月 偕成社 新・子どもの文学）- 絵・安藤由紀
- 塾ってわるくない（1989年11月 偕成社 新・子どもの文学）- 絵・北山真理
- 小さな魔法つかいシリーズ（ポプラ社 こども童話館）- 絵・佐藤まり子
  - かわいいクッキーと小さな魔法つかい（1990年5月）
  - すてきなハーブと小さな魔法つかい（1991年2月）
  - 小さな魔法つかいとゆめのパーティー（1992年5月）
- 気になるあいつはイ・ジ・ワ・ル（1990年10月 ポプラ社文庫）- 絵・小山内啓子
- パソコンライダーたけし（1991年6月 偕成社 童話の花たば）- 絵・渡辺ひろし

### その他
- エステに通う女たち（1989年11月 マガジンハウス）
- ハーブオイルの本―くらしと気持ちをリフレッシュする（1992年3月 農山漁村文化協会）
- 毒殺は完全犯罪をめざす―ミステリーのための毒殺読本（1994年6月 三一新書）
- 育てる食べるフレッシュハーブ12か月（1996年3月 農山漁村文化協会 / 2005年2月 グルメ文庫）- 発田孝夫との共著
- アロマテラピー健康法（1996年7月 JTBキャンブックス）- 発田孝夫との共著
- アロマテラピーわたし流―ストレスタイプ別、香りの選び方作り方（1997年3月 農山漁村文化協会）
- 異常心理小説・ベスト100（1997年9月　三一新書）- 異常心理研究会との共著
- フレッシュハーブで野菜料理―おトクでおいしいハーブ15種のベランダ栽培法つき（1998年3月 農山漁村文化協会）- 発田孝夫との共著
- ハーブでダイエット―食べてやせる香りでやせる（1998年4月 講談社）
- フレッシュハーブティーの本―27種のベランダ栽培法と飲み方/ハーブデザートの作り方（1998年12月 農山漁村文化協会）
- ダイエットの秘訣は「日本の食生活全集」から学んだ<おかずとおやつ編>（2001年3月 農山漁村文化協会）
  - ダイエットの秘訣は「日本の食生活全集」から学んだ<ごはんと汁もの編>（2001年3月 農山漁村文化協会）

## 映像化作品
テレビドラマ
- お入学（1987年8月31日-10月9日、全30話、NHK総合「銀河テレビ小説」枠、主演：山本陽子、原作：よい子できる子に明日はない）
- 出産お入門（1989年1月17日、テレビ朝日系「火曜スーパーワイド」枠で放送、主演：池上季実子）
- 親たちの受験期（1989年1月20日、フジテレビ系「男と女のミステリー」枠、主演：ちあきなおみ）
- エステに通う女たち（1991年5月31日、フジテレビ系「金曜ドラマシアター」枠、主演：宮本信子）
- 心理分析捜査官・崎山知子（2002年7月14日、BSジャパン「女と愛とミステリー」枠、主演：かたせ梨乃、原作：心理分析官―連続殺人犯の異常心理に肉迫!）
  - 警視庁心理分析捜査官・崎山知子2 雨にゆがむ女の殺意（2004年6月20日、BSジャパン「女と愛とミステリー」枠、主演：かたせ梨乃、原作：ママに捧げる殺人）